# Andrzej Wichur
Andrzej Franciszek Wichur (ur. 28 kwietnia 1938 w Krakowie, zm. 18 czerwca 2019 we Wrząsowicach) – polski specjalista w zakresie górnictwa i geologii, prof. dr hab. inż. nauk technicznych.

## Życiorys
Syn Franciszka i Janiny. W 1962 ukończył studia górnicze w Akademii Górniczej i Hutniczej im. Stanisława Staszica w Krakowie, natomiast w 1971 obronił pracę doktorską, otrzymując doktorat, a w 1977 habilitował się na podstawie oceny dorobku naukowego i pracy. W 1989 nadano mu tytuł profesora w zakresie nauk technicznych.
W 1995 otrzymał nominację na profesora zwyczajnego Katedry Geomechaniki, Budownictwa i Geotechniki na Wydziale Górnictwa i Geoinżynierii Akademii Górniczo-Hutniczej w Krakowie, oraz pełnił funkcję przewodniczącego Rady Naukowej w Ośrodku Badawczym i Rozwojowym Budownictwa Górniczego „Budokop”. Pochowany na Cmentarzu Podgórskim w Krakowie (kwatera XXXIV-3-2).

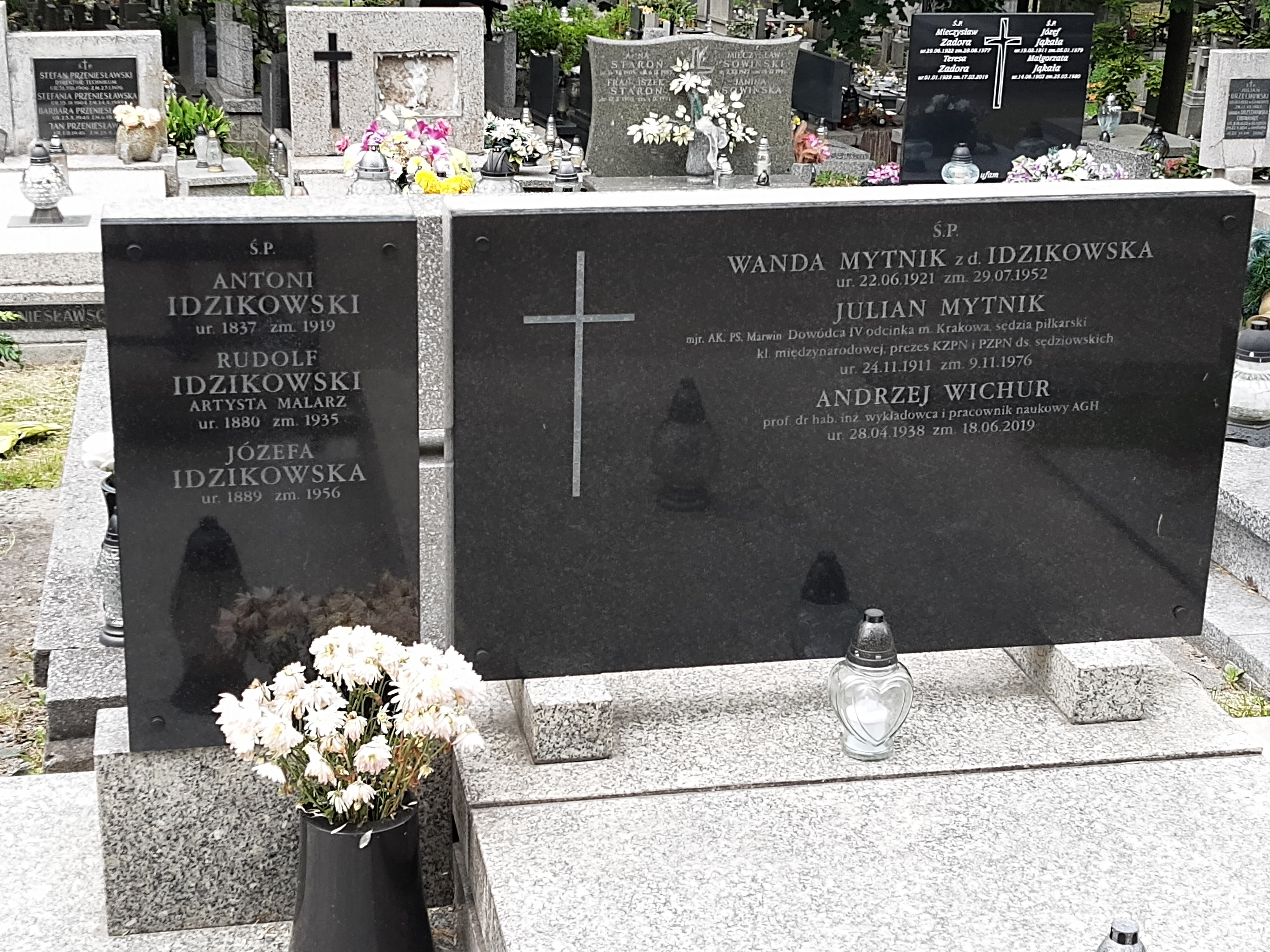
Grób prof. Andrzeja Wichura na Cmentarzu Podgórskim